# Prochowice
Prochowice é um município da Polônia, na voivodia da Baixa Silésia e no condado de Lubań. Estende-se por uma área de 8,56 km², com 4 532 habitantes, segundo os censos de 2018, com uma densidade de 529,4 hab/km².